# Alicia Molik
Alicia Molik (Adelaide, 1981. január 27. –) ausztrál teniszezőnő. 1996-ban kezdte profi pályafutását, öt egyéni és hét páros WTA-tornát nyert meg. Legjobb egyéni világranglista-helyezése nyolcadik volt, ezt 2005 februárjában érte el. A 2004-es athéni olimpián női egyesben bronzérmes lett.

## Eredményei Grand Slam-tornákon

### Egyéniben
| Torna           | 2008   | 2007   | 2006   | 2005   | 2004   | 2003   | 2002   | 2001   | 2000   | 1999   |
| --------------- | ------ | ------ | ------ | ------ | ------ | ------ | ------ | ------ | ------ | ------ |
| Australian Open | 2. kör | 3. kör | -      | 1/4D   | 4. kör | 1. kör | 1. kör | 1. kör | 3. kör | 1. kör |
| Roland Garros   | -      | 1. kör | 3. kör | -      | 1. kör | 1. kör | 1. kör | 1. kör | 1. kör | 3. kör |
| Wimbledon       | -      | 2. kör | 2. kör | -      | 3. kör | 3. kör | 1. kör | 2. kör | 2. kör | 1. kör |
| US Open         | -      | 1. kör | 1. kör | 1. kör | 2. kör | 3. kör | 2. kör | 3. kör | 2. kör | 1. kör |

## Év végi világranglista-helyezései
| Év       | 1997 | 1998 | 1999 | 2000 | 2001 | 2002 | 2003 | 2004 | 2005 | 2006 | 2007 | 2008 |
| Helyezés | 679. | 172. | 94.  | 115. | 47.  | 100. | 35.  | 13.  | 29.  | 163. | 56.  | 311. |